# Блюмкин, Роза
Роза Блюмкин (англ. Rose Blumkin, произношение в английском Ро́уз Бла́мкин, урождённая Горелик; 3 (15) декабря 1893, Щедрин — 7 августа 1998, Омаха) — американская предпринимательница.
Дочь раввина Соломона Горелика. Выросла в очень бедной семье, с шестилетнего возраста помогала своей матери Хасе Горелик, державшей продуктовую лавку. В 13 лет покинула дом и устроилась продавщицей в магазин тканей в Гомеле, с 16 лет заняла должность приказчицы. В возрасте 20 лет вышла замуж за Ицика (Изадора) Блюмкина (1871—1950), который годом позже, чтобы избежать призыва на военную службу в связи с началом Первой мировой войны, эмигрировал в США. Роза Блюмкин собрала деньги для того, чтобы присоединиться к мужу, лишь через три года.
В 1919 году супруги обосновались в Омахе, где Изадор Блюмкин открыл магазин подержанной одежды. На рубеже 1920-30-х гг. дело постепенно перешло под контроль его жены, которая в итоге в 1937 году основала мебельный магазин Nebraska Furniture Mart, ставший со временем крупнейшим мебельным магазином в США. В 1983 году Блюмкин продала свой бизнес холдингу Berkshire Hathaway за 55 миллионов долларов, скрепив договор личным рукопожатием с Уорреном Баффетом и сохранив управление в своих руках. В 1989 году, на фоне резких разногласий со своими внуками по вопросам управления фирмой, вышла в отставку и основала на той же улице в Омахе конкурирующее предприятие — магазин мебели и ковров Mrs. B’s Clearance and Factory Outlet, за два года выведя его к прибыльной деятельности; в 1992 году Баффет был вынужден приобрести и этот магазин, заплатив Блюмкин ещё 5 миллионов долларов. Блюмкин продолжала заниматься торговлей коврами до 103-летнего возраста. Кроме того, в 1981 году она приобрела и отремонтировала городской театр — ныне Центр исполнительского искусства Розы Блюмкин.
В 1984 г. Роза Блюмкин получила степень почётного доктора Нью-Йоркского университета.